# Louiseville
Louiseville è un comune del Canada, situato nella provincia del Québec, nella regione di Mauricie.

## Monumenti e luoghi d'interesse
Si annovera, tra gli altri, la casa Joseph-Louis-Léandre-Hamelin, una storica residenza eclettica costruita nel 1898 e oggi classificata immobile patrimonio.